# Diplothrix
Diplothrix — рід мишоподібних гризунів родини мишеві (Muridae). Включає два види: Diplothrix legata, що мешкає на островах Рюкю в Японії і вимерлий Diplothrix yangziensis, відомий за скам'янілостями, знайденими в східному Китаї.